# SCARLET NEXUS
『SCARLET NEXUS』（スカーレットネクサス）は、バンダイナムコエンターテインメントから2021年6月24日に発売されたXbox One・Xbox Series X/S・PlayStation 4・PlayStation 5・PC（Steam）用アクションRPG、テレビアニメである。通称『スカネク』。
本作は、機能が拡張された人間によってあらゆることがコントロールされる世界を舞台に、人間の脳を狙う「怪異」との戦いを描いた内容となっている。
開発はトーセとバンダイナムコスタジオが行った。ディレクターは『テイルズ オブ シリーズ』の多くに関わった穴吹健児が手掛けている。

## 登場人物
登場人物の体に見える赤いラインは、ユイトやカサネに施された「増幅経(バイアス)」という大脳補助システムの効果で、脳力の流れが可視化されたもの。増幅経は実験的なシステムで適性のある人間にしか処置されないため、他の人間には見えない。

### 主人公
ユイト・スメラギ
声 - 榎木淳弥（青年）、金元寿子（少年）、堀内賢雄（壮年）
本作の主人公の一人。怪異討伐軍の新入隊員でC物語の舞台であるニューヒムカの設立者の末裔であるスメラギ家の次男。超脳力は念力（重力操作）。カサネと念力同士でSASを発動すると、脳力ゲージの消耗なく念力を使えるようになる他、周囲のオブジェクトを大量にまとめて叩きつける念力フィールドが使用でき、発動すると一気にSASゲージが0になる。武器は刀で、度々念力で手から離して振るう。
幼い頃に母が怪異に殺され、その時にある怪伐軍の女性に助けられたのがきっかけで、怪異討伐軍に志願することとなる。
「バッキィちゃん」というマスコットキャラクターのグッズ集めが趣味。
カサネ・ランドール
声 - 瀬戸麻沙美
本作の主人公の一人。怪異討伐軍の新入隊員で、志願兵のユイトとは異なりスカウト入隊し訓練学校を首席で卒業したエリートでもある。
以前より、赤い糸の夢を見ている。超脳力は念力（重力操作）。小型の、刃を持った鳥のような物体を操作して攻撃する。ユイトと違い、常に念力で操作している。
幼いころにランドール家の養子として引き取られ、厳しく育てられたが、義姉のナオミが心優しく接してくれたこともあり、彼女に強い愛情を持っている。また、セトのことが初めて見たときから気になっているが、本人はその自覚があまりない。

### 主人公の仲間たち
ツグミ・ナザール
声 - 高野麻里佳
怪異討伐歴12年の女性隊員。超脳力は透視で、壁の向こうや人・物の内部が見えるほか、透明化した怪異や分身化した怪異から本体を見つけだすことが可能。絆レベルの上昇に伴い、SAS発動中はクラッシュゲージが減りやすくなる。
喋り方がややたどたどしいが内気というわけではなくコミュニケーションが苦手なだけで、同期のカゲロウとは比較的気軽にお喋りしている。ガーデニングが趣味で、植物に詳しい。武器はハンドガンで、急所をピンポイントで撃ち抜く。
ゲンマ・ギャリソン
声 - 竹内良太
キョウカ隊の隊員だが、途中で抜けてユイトに合流する。38年前から怪異討伐に身を投じている男性。他の隊員たちより若干老けた容姿をしている。
超脳力は硬質化で、あらゆる攻撃からダメージを防ぐことが可能。その能力ゆえ、チームの盾を自認する。SAS発動中は同様に一時的に無敵化できるが、ダメージを受けると有効時間が短くなる。最終的には確率で被弾時に自動で一瞬だけ発動する効果を得る。武器は手甲で、防具も兼ねている。
その軍歴の通りベテランかつ戦闘エキスパートであるが、長らく戦いに身を投じた影響で一般的な流行には疎い。
ルカ・トラヴァース
声 - 赤﨑千夏
見た目は中性的な美少年だが、怪異討伐軍の上級兵士「七剣星」（セプテントリオン）の一員でもある。カレンの弟。
超脳力は瞬間移動で、壁の向こうに移動でき、敵に対して瞬時に先制攻撃を与える事ができる他、自分が掴んでいる人や物も一緒にテレポートすることも可能。SAS発動中も同じように瞬間移動で距離を詰めたり離れたりができる。武器はハンマーで鍛えた腕力＋転移によって身長には不釣り合いなそれを自在に振り回す。
華奢な体格に不満を持ち、強靭な肉体を求めて筋トレやプロテインを欠かさないほか、背負ってるバックパックや戦闘服装にもウェイトを内蔵し、常に肉体強化に尽力している。
ハナビ・イチジョウ
声 - 嶺内ともみ
ユイトと同期の新入隊員。ユイトの幼馴染。スカウト入隊のため、ユイトとは違う訓練学校の出身。
超脳力は発火で、火を使った攻撃ができる他、仲間にSASを繋げることで、火炎攻撃を付与することが可能で、炎上効果に加えてクラッシュゲージの減少量が増える。武器はオイルが充填されたロッド。
伯父は怪伐軍病院の理事長を務めており、そのためスメラギ家との関わりも深く、その時からユイトと仲良くなっている。ちなみに両親は病院関係者ではない。ユイトのことが好きで、カサネを気にかける様子が気になって仕方がない。
シデン・リッター
声 - 河西健吾
元コダマ隊だが、転属依頼を出してカサネらと同時期にキョウカ隊に配属された。ひねくれ者のあまのじゃくで、毒舌。
超脳力は放電で、電気を使った攻撃ができる他、発火と同様に仲間にSASを繋げることで、電気攻撃を付与することが可能。ただし、発火と同時に発動はできない。武器は警棒で、電気を流して攻撃する。
前にいた部隊で隊長と反りが合わなかったほど、人間関係で問題を起こしがちだが、戦闘能力としては優秀。静電気体質で、常に絶縁体仕様の手袋をつけている。
同じ放電の超脳力をもつ七剣星の一人であるセトを尊敬している。自然を愛好しており、落雷など自然現象を目にする機会にはテンションが上がる（作中世界ではこういった自然現象を目にする機会は大幅に減っている）。
後に隊長に就任するものの、隊長の大変さを身に染みて実感して愚痴をこぼしている。
アラシ・スプリング
声 - 堀江由衣
怪伐軍の顔として広報を務め、カメラの前では愛想がいい。しかし実は怠け者でやる気がなく、カメラがいなくなるとぐでっとなってしまうため、『ぐでアラ』と呼ばれることも。フブキの姉。
超脳力は超高速で、素早く敵に先制攻撃を仕掛ける他、素早い敵に追い付けたり、防御態勢に入る直前の敵に攻撃を仕掛ける事も可能。ダウン中の敵により多く攻撃したりもできる。また、超脳力が発動している際は自身からは周囲がスローモーションで動いているため、敵からの攻撃を見切れることも出来る。SAS発動中は念力で動かしたものも同じく高速化する。総じて使い勝手のいい能力だが、SASゲージが他に比べて目に見えて早く減る。武器はチェーンソー。高速化すると操る物体も高速化するようなので、特に問題なく扱える。
戦闘能力が優秀だけでなく、エンジニアとしての能力も優秀である。
キョウカ・エデン
声 - 原由実
キョウカ隊の隊長。超脳力は複製で、自分が分身化するだけでなく、身の周りの物も複製することができ、複製した対象は実体化できるため、複製した分身体や複製物による攻撃も通用する。
戦闘時は自分自身を増やして戦う(3人が上限の模様)。非戦闘時は自分の肩を揉ませたりしている。SAS発動中は念力で動かした物体を複製し、ダメージを増やすことができる他、絆レベル上昇に伴い自己の複製や念力によるクラッシュダメージの増加などの効果が発生する。練度の低さからか、ユイトでは複製に自分とそっくりの動きをさせることしかできない。武器はボウガンで、自分を複製して発射した上で、発射した矢も複製することで雨のように大量の矢を射出する。
非常に面倒見の良い性格で、隊の仲間を家族も同然であるという考えを持つ。アラシとは同期。
カゲロウ・ダン
声 - 浪川大輔
セト隊の隊員だが、途中で抜けてキョウカ隊に合流する。口の達者なお調子者。超脳力は透明化で、発動中は透視を使わない限りどこにいるかが非常に分かりづらくなり、周囲の風景とずれる場合があるので完全に分からないわけではない。SAS発動中は雑魚敵の警戒を解除できる他、何度か攻撃するまでクラッシュゲージの減少量が増える「クリティカル」が常時発生する他、背後からため攻撃を当てることでクラッシュゲージに大ダメージを与えられる。武器はナイフ。その能力も相まって、まるで暗殺者のようである。
ツグミとは同期だが、大人になってからスカウトされた「アダルト入隊」である。
以前はある宗教の神職だったという過去を持つが、そのことについては多くを語りたがらない。
ナギ・カーマン
声 - 内田雄馬
怪異討伐軍の新入隊員で、ユイトとは訓練学校からの付き合い。まっすぐすぎるユイトにハラハラしながらも付き合ってしまうお人好し。超脳力は空気操作。かまいたちを生成したりできる。
怪伐軍のスター性に憧れるミーハーだが、根は極めて真面目。
ユウトの友人だったことから、精神操作を受けてたびたびユウトたちの邪魔をさせられていた。
ナオミ・ランドール
声 - 西明日香
怪異討伐軍の新入隊員で、心優しいカサネの義姉。超脳力は未来予知。10秒程度先の未来を感知できる。
資産家ランドール家の長女でカサネとは異なり、両親に溺愛されながら育った。
カサネとは同い年だが、彼女を妹のように接し、心から愛情を注いでいる。スメラギ陵ですれ違ったユイトを一目で気に入る。
カサネを狙った弾丸から身を呈して庇い、代わりに怪異化してしまっている。
意識を保つためとはいえ、人間の脳を材料にした薬を服用することに耐えられず、死にたいと願うようになる。
カサネたちの窮地に駆けつけ、アリスや怪異と化した他の人物たちと一緒に戦い命を落とした。
カレン・トラヴァース
声 - 檜山修之
七剣星勲1等。フブキと並ぶ怪伐軍連隊長の一人。ルカの兄。
超脳力はブレインイーターで、複数の超脳力を操ることができる脳力となっている。硬化・凍結・高速移動・瞬間移動・放電・複製・透明化が使用できることが確認できる。隙を突かない限り攻撃を当てられないため、未来予知も使えると思われる。放電と相性が悪いからか、なぜか発火は使えない。
ただし、同時に複数の能力は発動できないため、状況に合わせて切り替えられる本人の技量が重要。複数のSASを同時に操れる熟練の隊員が天敵といえる。
ぶっきらぼうで人当たりはあまりよくない。一人で抱え込む気質。
フブキ・スプリング
声 - 千葉一伸
七剣星勲2等。カレンと並び怪伐軍連隊長の一人。アラシの弟。超脳力は冷却。カレンとは幼馴染で、彼と違って人当たりがいい。
後に婚約者だったアリスと結婚する。
ワタル・フレイザー
声 - 高梨謙吾
ユイトが所属する隊のオペレーター。ハルカの双子の兄。超脳力は精神感応で、テレパシーが可能。線が細く女性に間違われるが、本人は特に気にしていない。超インドア派。
ハルカ・フレイザー
声 - 黒沢ともよ
カサネが所属する隊のオペレーター。ワタルの双子の妹。ワタルと同じく超脳力は精神感応。ボーイッシュに見られることがあり、本人は結構気にしている。超アウトドア派。
ワタルとはテレパシーによる脳内会話も含めて度々喧嘩しているが、割とすぐ兄のことを話題に上げたり兄がユイトを誉めてると複雑そうにしている辺り、ブラコンである。

### その他の人物
ヤクモ・スメラギ
ニューヒムカ建国の父。断絶の春に負った傷により、常に仮面をつけていたため姿は不明。
過去に戻ったカレンによって殺害されており、以降はカレンがヤクモとして振る舞っていた。
カイト・スメラギ
声 - 小林親弘
怪異討伐軍本部長。名門スメラギ家の長男で、ユイトの兄。若くして政治の中枢で辣腕を振るい、その優秀な切れ者で周囲から近寄り難いと評されるが、弟のユイトには優しく接してきた。
ジョウ・スメラギ
声 - 磯部勉
ニューヒムカの評議会議長。ニューヒムカ建国の祖の家系であるスメラギ家現当主で、ユイトとカイトの父。ユイトの怪伐軍志願には反対していたが、息子達のことは大切に思っている。暗殺されている。
ワカナ・スメラギ
声 - 伊藤静
カサネの育ての親で、ユイトとカイトの母。超脳力は重力操作。
アリス・イチジョウ
声 - 嶺内ともみ
ハナビの叔母。超脳力は物質生成
セト・ナルカミ
声 - 高橋広樹
ユイトが配属された隊の小隊長。七剣星の一人。超脳力は放電。
コダマ・メローネ
声 - 悠木碧
怪伐軍の小隊長。ハイテンションかつ、目立ちたがりな性格。超脳力は音操作。フブキの補佐官も兼任している。かつてのシデンの上官だったが、お互いの性格の問題が、シデンがキョウカ隊へ転属したきっかけとなった。双子の姉にユタがいる。
ヒトヨ・ポープ
トゲツ教の創始者にして、脳科学の権威。

## 用語
ニューヒムカ
地球の都市。
怪異
怪物。
怪伐軍
スカーレットガーディアン
七剣星(セプテントリオン)
カラス
超脳力
超能力
SAS (Struggle Arms System)
怪伐軍が脳にインストールしているアプリ。これによりネットワークに接続したり、超脳力の貸し借りをしたりできる。
アンプル
脳駆動(ドライヴ)
脳内空間(ブレインフィールド)
ベルペッパー
超能力が元々無い人間、無能力者。
人格矯正
レッドストリングス
赤い糸にみえる。時間跳躍に使う能力。
クナドゲート
空にあいた大きな穴。内部に時間跳躍による次元のもつれがある。もつれをとくと消滅できる。
デザインチルド
断絶の帯
成層圏にあり、地球全体をおおっている雲のようなもの。通信障害のもと。
クロノスターミナル
トゲツでは、クナドゲートをそうよぶ。
縺れ
バッキィちゃん
アラハバキ
地球にあるシステムの中枢、最先端のAI。

## 舞台
スオウ京
キクチバ
ミヅハ川新都市開発特区
廃地下軌道 スオウ九号線
クナド高速輸送道路
セイラン市
旧怪伐軍病院
特異生命研究施設
ヒエノ山
トゲツ
ベイブ
アラハバキ制御層　　　
スメラギ稜
ムスビーズ
アジト

## 楽曲
テーマソング「Dream In Drive」
歌 - THE ORAL CIGARETTES

## テレビアニメ
2021年7月から12月にかけてTOKYO MXほかにて放送された。

### スタッフ
- 原作 - バンダイナムコエンターテインメント[9]
- 企画・制作 - サンライズ[9]
- 監督 - 西村博之[9]
- シリーズ構成 - 加藤陽一、根元歳三[9]
- キャラクターデザイン - 伊藤裕次、西村博之[9]
- 美術監督 - 田山修[9]
- 美術設定 - 田山修、伊藤朱美（第1‐2話）
- 色彩設計 - 安部なぎさ[9]
- CGラインディレクター - 伊藤仁美[9]
- CGモデリングディレクター - 島野達也[9]
- 撮影監督 - 井関大智[9]
- 編集 - 吉武将人[9]
- 音楽 - 穴沢弘慶[9]
- 音楽プロデューサー - 黒田学、松田隼典
- 音楽制作 - サンライズミュージック
- 音響監督 - 立石弥生[9]
- プロデューサー - 塚本樹佳、飯塚啓太
- 製作 - SCARLET NEXUS製作委員会[9]

### 主題歌
「Red Criminal」
THE ORAL CIGARETTESによる第1クールオープニングテーマ。作詞・作曲は山中拓也、編曲はTHE ORAL CIGARETTES。
「MACHINEGUN」
THE ORAL CIGARETTESによる第2クールオープニングテーマ。作詞・作曲は山中拓也、編曲はTHE ORAL CIGARETTESとShuntaro。
「Fire」
Yamato(.S)による第1クールエンディングテーマ。作詞・作曲は.S、編曲はYamato。
「Stranger」
Ayumu Imazuによる第2クールエンディングテーマ。作詞はAyumu Imazu、作曲はAyumu ImazuとRyosuke Imai、編曲はRyosuke Imai。

### 各話リスト
| 話数 | サブタイトル             | 脚本       | 絵コンテ        | 演出            | 作画監督                                              | 総作画監督                          | 初放送日      |
| ---- | ------------------------ | ---------- | --------------- | --------------- | ----------------------------------------------------- | ----------------------------------- | ------------- |
| #01  | 緋色の超脳力             | 加藤陽一   | 西村博之        | 原田奈奈        | 山村直己 山口光紀                                     | 伊藤裕次                            | 2021年 7月1日 |
| #02  | スカーレットガーディアン | 根元歳三   | 岡村天斎        | 鈴木萌          | 古俣太一 山岸正和                                     | 伊藤裕次 山中純子                   | 7月8日        |
| #03  | 陰謀                     | 根元歳三   | 宮浦栗生        | 友田政晴        | 石井ゆみこ 袴田裕二 沼田広 劉雲留                     | 伊藤裕次 岡﨑洋美 山中純子 山村直己 | 7月15日       |
| #04  | レッドストリングス       | 井上亜樹子 | 頂真司          | 江上潔          | 藤井真澄 浅井昭人 岡﨑洋美                            | 伊藤裕次 岡﨑洋美 山中純子          | 7月22日       |
| #05  | カレンの反乱             | 加藤陽一   | 頂真司          | 鈴木恭兵        | Kim dae jung Park mi hyun Oh yanghyun Son kil young   | 伊藤裕次 山中純子 山村直己          | 7月29日       |
| #06  | 破滅の明日               | 根元歳三   | 頂真司          | 鳥羽聡          | ふくだのりゆき 山中純子                               | 伊藤裕次 山中純子                   | 8月5日        |
| #07  | 追跡、ナギ               | 根元歳三   | 鈴木萌 宮浦栗生 | 又野弘道        | 鈴木ひろみ 江森真理子 米山浩平                        | 伊藤裕次 山中純子                   | 8月12日       |
| #08  | 病院の真相               | 井上亜樹子 | 岡村天斎        | 戸澤俊太郎      | 冨永一仁 柳瀬譲二 藤本真由 吉田和香子 牛島希 本多弘幸 | 伊藤裕次 山中純子                   | 8月19日       |
| #09  | 疑惑の特効薬             | 加藤陽一   | 長田伸二        | 長田伸二        | 田中智子 山村直己 山口光紀                            | 山中純子                            | 8月26日       |
| #10  | 反逆者ユイト             | 根元歳三   | 宮浦栗生        | 博多正寿        | 古俣太一 山岸正和 岡﨑洋美                            | 山中純子                            | 9月2日        |
| #11  | トゲツへ                 | 井上亜樹子 | 頂真司          | 鳥羽聡          | 飯田清貴 加藤壮 鈴木光 時矢義則 野本正幸              | 伊藤裕次                            | 9月9日        |
| #12  | 月の秘密                 | 根元歳三   | 頂真司          | 鈴木萌          | ふくだのりゆき 藤井真澄                               | 山中純子                            | 9月16日       |
| #13  | デザインチルドレン       | 加藤陽一   | 岡村天斎        | 又野弘道        | 浅井昭人 しんぼたくろう                               | 伊藤裕次                            | 9月23日       |
| #14  | 二千年の想い             | 根元歳三   | 頂真司          | 原田奈奈        | 江森真理子 しんぼたくろう                             | 山中純子                            | 9月30日       |
| #15  | ナギ、襲撃               | 根元歳三   | 宮浦栗生        | 江上潔          | ふくだのりゆき 鈴木ひろみ                             | 伊藤裕次                            | 10月7日       |
| #16  | ナオミとアリス           | 井上亜樹子 | 頂真司          | 高村雄太        | 福山拳侍 小美野雅彦                                   | 山中純子                            | 10月14日      |
| #17  | アラハバキの罠           | 加藤陽一   | 須永司          | 濱田翔 白石道太 | 斎藤大輔 市橋雄一 橋本穂高 rad plus                   | 伊藤裕次                            | 10月21日      |
| #18  | カレンの願い             | 根元歳三   | 堀川優子 鈴木萌 | 池下博紀        | 吉田功介                                              | 伊藤裕次 山中純子                   | 10月28日      |
| #19  | カゲロウの告白           | 根元歳三   | 頂真司          | 鳥羽聡          | 田中智子 山村直己                                     | 伊藤裕次                            | 11月4日       |
| #20  | 再会                     | 井上亜樹子 | 頂真司          | 博多正寿        | 山岸正和 浅井昭人 山口光紀                            | 伊藤裕次 山中純子                   | 11月11日      |
| #21  | ワカナの決意             | 加藤陽一   | 頂真司          | 又野弘道        | 古俣太一 岡﨑洋美 藤井真澄                            | 伊藤裕次 山中純子                   | 11月18日      |
| #22  | 兄と弟                   | 根元歳三   | 頂真司          | 高村雄太        | 福山拳侍 芦谷耕平                                     | 伊藤裕次 山中純子                   | 11月25日      |
| #23  | スメラギ陵へ             | 井上亜樹子 | 頂真司          | 佐々木こうじ    | ふくだのりゆき                                        | 伊藤裕次 山中純子                   | 12月2日       |
| #24  | 眠れる想い               | 加藤陽一   | 頂真司          | 江上潔          | 鈴木卓也 鈴木ひろみ 江森真理子                        | 伊藤裕次 山中純子                   | 12月9日       |
| #25  | クナドゲート消滅作戦     | 井上亜樹子 | 頂真司          | 鈴木萌          | 山村直己 浅井昭人 田中智子 山岸正和                   | 伊藤裕次 山中純子                   | 12月16日      |
| #26  | それぞれの未来           | 根元歳三   | 西村博之        | 西村博之        | 西村博之                                              | -                                   | 12月23日      |

### 放送局
| 放送期間                                             | 放送時間                                                 | 放送局      | 対象地域       | 備考                                 |
| ---------------------------------------------------- | -------------------------------------------------------- | ----------- | -------------- | ------------------------------------ |
| 2021年7月1日 - 12月23日                              | 木曜 22:30 - 23:00                                       | TOKYO MX    | 東京都         |                                      |
|                                                      |                                                          | BS11        | 日本全域       | BS放送 / 『ANIME+』枠                |
|                                                      | 木曜 23:00 - 23:30                                       | AT-X        | 日本全域       | CS放送 / 字幕放送 / リピート放送あり |
| 2021年7月2日 - 12月24日                              | 金曜 0:00 - 0:30（木曜深夜）                             | サンテレビ  | 兵庫県         |                                      |
| 2021年10月5日 - 2022年4月5日                         | 火曜 1:52 - 2:22（月曜深夜）                             | RSK山陽放送 | 岡山県・香川県 |                                      |
| 2021年10月6日 - 2022年1月12日2022年1月19日 - 3月30日 | 水曜 2:10 - 2:40（火曜深夜）水曜 1:55 - 2:25（火曜深夜） | 静岡放送    | 静岡県         | 『アニメ6区』枠                      |
| 2021年10月7日 - 2022年4月1日                         | 木曜 0:30 - 1:00（水曜深夜）                             | 岐阜放送    | 岐阜県         |                                      |
| 2021年10月11日 - 2022年4月2日                        | 月曜 1:05 - 1:35（日曜深夜）                             | テレビ愛知  | 愛知県         | 第25話と第26話は2話連続放送。        |
| 2021年10月29日 - 2022年5月6日                        | 金曜 2:04 - 2:34（木曜深夜）                             | 南海放送    | 愛媛県         |                                      |

| 配信開始日       | 配信時間                   | 配信サイト |
| ---------------- | -------------------------- | --- |
| 2021年7月1日     | 木曜 22:30 更新            | バンダイチャンネル dアニメストア Amazon Prime Video U-NEXT GYAO! アニメ放題 Hulu ひかりTV FOD GYAO! GYAO!ストア Rakuten TV DMM.com Google Play ビデオマーケット ニコニコチャンネル music.jp |
| 2021年7月1日以降 | 未定                       | dTV |
| 2021年7月2日     | 金曜 0:00（木曜深夜） 更新 | TELASA auスマートパスプレミアム J:COMオンデマンド milplus |
|                  | 金曜 12:00 更新            | HAPPY!動画 |
|                  | 金曜 19:00 更新            | TSUTAYA TV |
| 2021年7月15日    | 木曜 12:00 更新            | ふらっと動画 |

### BD
| 巻 | 発売日         | 収録話          | 規格品番  |
| -- | -------------- | --------------- | --------- |
| 1  | 2021年12月17日 | 第1話 - 第6話   | BIXA-1351 |
| 2  | 2022年2月2日   | 第7話 - 第13話  | BIXA-1352 |
| 3  | 2022年3月2日   | 第14話 - 第19話 | BIXA-1353 |
| 4  | 2022年3月30日  | 第20話 - 第26話 | BIXA-1354 |